# 斯波まや
斯波 まや（しば まや）は、日本の脚本家、作詞家。アイデアフラッド合同会社代表。

## 来歴
中央大学卒業。株式会社タイトーに入社して音楽・ゲーム・女性向けコンテンツの企画に携わる。現在、アイデアフラッド合同会社を立ち上げ、モバイル・スマートフォンのみならず、多くのコンテンツの企画からシナリオまで担当している。

## 代表作品リスト

### ゲームシナリオ
- 3DS「おさわり探偵 小沢里奈 ライジング3 なめこはバナナの夢をみるか」
- 「サシノミ！！」
- 「相棒は英国男子」
- キューエンタテインメント「SHINeeMyLove」
- 中国ローカル市場で日本初配信アプリ「PureLove」
- 「愛玩ナイトメア」
- 「アグリーメント・ラブ～愛人契約」
- 「恋して！サンパギータ」
- 「VitaminZ for iPhone」
- 「海上ハリウッド」
- 「ステップライド」

### ドラマCDなど
- ドラマCD「なむあみだ仏っ！-蓮台 UTENA- 仏様の人間界ぶらり旅 京都編～薬壺を求めて～」 主演：水中雅章・前野智昭
- ドラマCD「サシノミ！オフィスじゃ見れない素顔のカレ」主演：前野智昭・市来光弘
- ドラマCD「相棒は英国男子」 主演：鳥海浩輔・石川界人
- ドラマCD「プラトニックブラッド」主演：鳥海浩輔・近藤隆
- ドラマCD「桃色大戦ぱいろんプレリュード」監修 主演：釘宮理恵・堀江由衣・豊崎愛生・寿美菜子
- ドラマCD「俺がヒーローだっ！」 主演：一条和矢・ひと美
- ドラマCD「Deep Shadow」 代々木アニメーション学院　声優科2010年度教材
- 連続ラジオドラマ「サバイバルまっしぐら！」 主演：中塚智実（AKB48）/鈴木まりや（AKB48）/小原春香（SDN48）
- 連続ラジオドラマ「声優まっしぐら！」 主演：中塚智実（AKB48）/鈴木まりや（AKB48）/小原春香（SDN48）

### コラム
- オンエアナビ「スマホ・ガラケー2台持ち！」

### 小説
- 恋ナビオンナの本音「アラサー女と「年下」彼氏」
- 恋ナビオンナの本音「恋愛？結婚？めんどくせぇ！」

### 作詞
- 業務用筐体音楽
  - 「Silent MUSE feat.初音ミク＆miko」(シューティングゲーム「ミュージックガンガン！曲がいっぱい超増加版ミュージックガンガン！」)
  - 「MUSIC☆STAR feat.初音ミク」 (シューティングゲーム「ミュージックガンガン!」)
  - 「ミラクル・フォース」 (クレーンゲーム「カプリチオ・フォース」搭載メインテーマ)
  - 「プレミアムタイム」(クレーンゲーム「カプリチオ」テーマソング)
  - 「Let's be happy」 (クレーンゲーム「カプリチオWセサミ」テーマソング)
  - 「On Stage with You」(クレーンゲーム「NailStage」テーマソング)
- アルケミスト公式WEBラジオ
  - 「ひとりじゃナイ！」(「レレレの錬金術師」テーマソング)
  - 「Message」(「レレレの錬金術師」エンディングテーマ)
- ジュネス☆プリンセス
  - 「キミにSE・NO・BI」
  - 「はぁ～とTick☆Tickウェディング」
  - 「Shiny Stone」
  - 「放課後リップス」
- 「キャラオケ」公式ソング
  - 「スキだなんていえない/miko」
  - 「LOVE POWER/miko」
  - 「Deep Shadow/miko」
  - 「Dreamy Bird/miko」
  - 「Dream Fever/miko」